# ライヒェン・レームクール

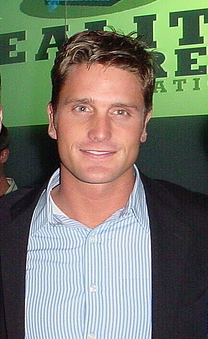
Reichen Lehmkuhl (2006)

ライヒェン・レームクール（Reichen Lehmkuhl、1973年12月26日 - ）は、アメリカ合衆国オハイオ州シンシナティ市生まれでアメリカ空軍出身の男性モデル、俳優。

## 来歴
ライヒェンが5歳の時に両親が離婚し父親の居ない家庭で育った。その頃に第二次世界大戦に従軍した祖母の勧めで空軍士官学校に入る。96年に卒業後、5年間従軍し、名誉除隊する。
その後2003年にCBSのリアリティ番組「アメージング・レース 第4シリーズ」（The Amazing Race 4）に当時交際していたチップ・アーント（Chip Arndt）と共に出演して優勝し広く知られるようになった。
その後、ランス・バスと交際を始めるが2006年12月に破局。現在はライアン・バリーと交際している。2人は2007年にテレビドラマ「ダンテズコーヴ」（Dante's Cove）に出演。
2006年には自叙伝 "Here's What We'll Say" を出版した。
成人向けのビデオチャットサービスにホストの一人として参加しており、ユーザー向けに自慰行為を披露するなどしていたが2011年時点で削除している。
2013年にはルーカス・エンターテインメントのポルノシリーズ『Kings of New York』にカメオ出演。
彼は、アメリカ軍兵士の間で相手が同性愛者かどうかを尋ねる事もカミングアウトも禁じた "Don't Ask, Don't Tell（聞かざる、言わざる）"政策に異を唱えている。